# All About Steve
All About Steve är en amerikansk komedifilm från 2009 i regi av Phil Traill. I huvudrollerna syns Sandra Bullock och Bradley Cooper.

## Handling
Den smarta men smått galna korsordskonstruktören Mary Horowitz (Sandra Bullock) blir helt betagen av kameramannen Steve (Bradley Cooper). När hon förlorar sitt jobb börjar hon förfölja sin kärlek över hela landet.

## Om filmen

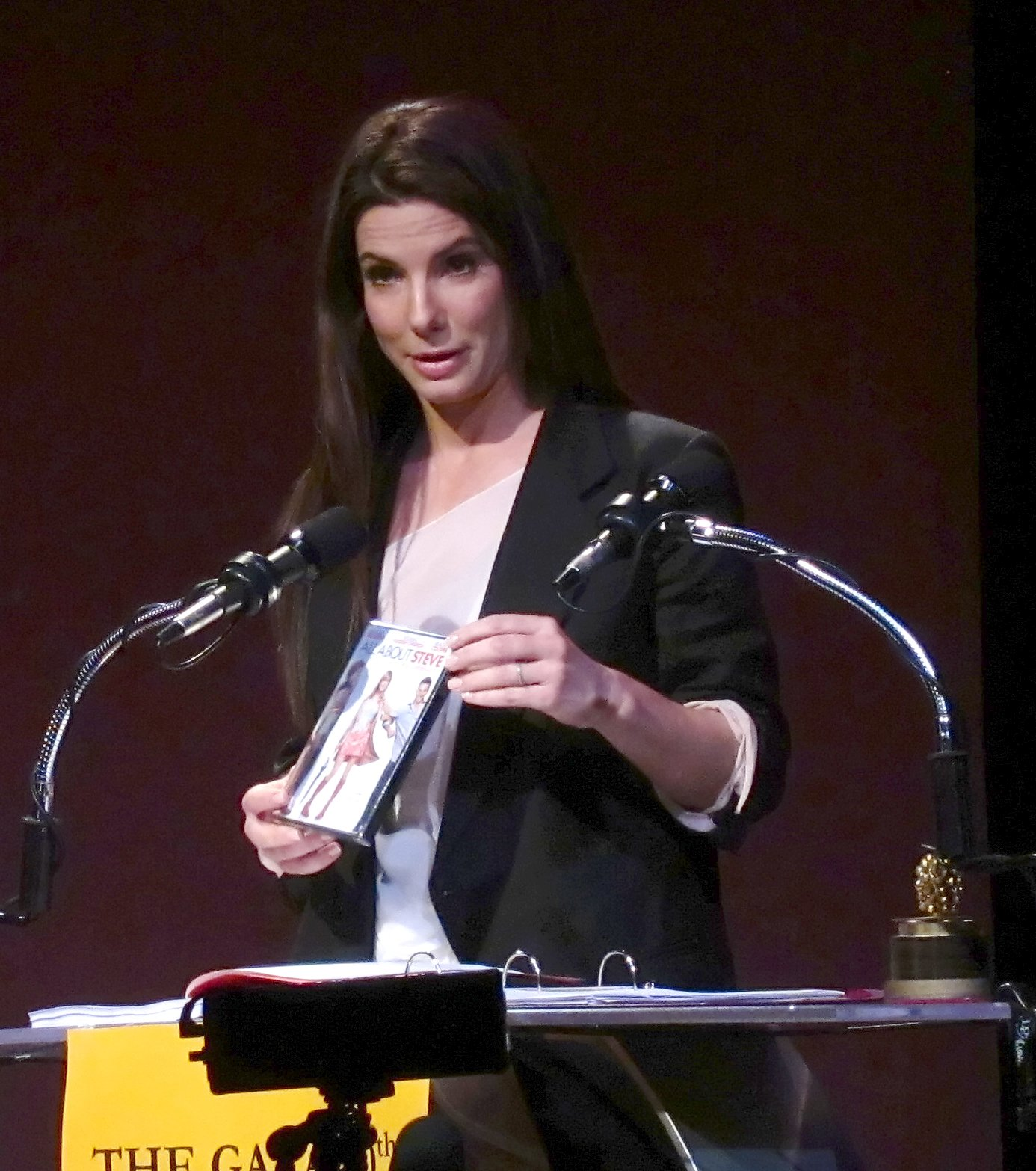
Sandra Bullock tar emot sitt pris som sämsta kvinnliga skådespelare vid Razzie Awards.

Filmen nominderades till flera Razzie Awards och Sandra Bullock fick mottaga det tvivelaktiga priset för sämsta kvinnliga skådespelare. 
Sångerskan Nikka Costa spelade in filmens ledmotiv Everybody's Got Their Something

## Rollista
| Sandra Bullock      | – Mary Horowitz      |
| Bradley Cooper      | – Steve Muller       |
| Thomas Haden Church | – Hartman Hughes     |
| Ken Jeong           | – Angus Tran         |
| DJ Qualls           | – Howard             |
| Katy Mixon          | – Elizabeth          |
| M.C. Gainey         | – Norm, truckföraren |
| Beth Grant          | – Mrs. Horowitz      |
| Howard Hesseman     | – Mr. Horowitz       |
| Jonathan Chase      | – Dave               |
| Luenell             | – Lydia              |
| Keith David         | – Danny              |
| Noah Munck          | – student            |